# 消費者庁越境消費者センター
消費者庁越境消費者センター （しょうひしゃちょうえっきょうしょうひしゃセンター、CCJ）は、消費者庁の、海外から購入した商品（インターネット通販・店頭でのショッピング含む）に関するトラブルの消費者相談窓口。相手国の窓口機関と連携し、相手国事業所に相談内容を伝達するなどして、海外事業者に対応を促し、消費者と相手国事業者の間の、トラブル解決の手助けを行う。CCJは、Cross-border Consumer center Japanの略。

## センター開設日
- 2011年11月1日

## 提携している海外の相談窓口
2014年3月1日現在の提携先。
- アメリカ・カナダ　CBBB(The Council of Better Business Bureaus)
- 台湾　台北市消費者電子商務協会（SOSA. Secure Online Shopping Association）
- シンガポール　シンガポール消費者協会（Consumer Association of Singapore）
- スペイン　IusMediare（Instituto Internacional de Derecho y Mediación, SL）
- 中南米諸国※1　eInstituto (Instituto Latinoamericano de Comercio Electronico)

（※1…アルゼンチン、ブラジル、コロンビア、ベネズエラ、エクアドル、ペルー、パラグアイ、メキシコ、チリ、ドミニカ共和国）
※取引事業者が上記の国・地域以外に所属する場合であっても相談可能。